# نادي بيريتوس
نادي بيريتوس (بالإنجليزية: O'Berytus أو O Berytus ) هي أكاديمية لكرة القدم مقرها في بيروت، لبنان. تأسس نادي كرة القدم النسائي في عام 2016، وهو يتنافس في الدوري اللبناني لكرة القدم للسيدات.   يتنافس النادي أيضًا في أقسام الشابات، حيث تنافس فريق U18 للسيدات في كأس جوثيا. 

## التاريخ
تأسس نادي بيريتوس في عام 2016، وقد ظهر لأول مرة في موسم 2017-18، وحصل على المركز الثالث.  في الموسم التالي، احتل المركز الثالث مرة أخرى. 

## أنظر أيضاً
- الدوري اللبناني لكرة القدم للسيدات
- كرة القدم النسائية في لبنان
- قائمة أندية كرة القدم النسائية في لبنان